# Bachávágín Bujadá
Bachávágín Bujadá nebo Bujadá Bachává (6. prosince 1945 – 2016) byl mongolský zápasník.

## Sportovní kariéra
Pochází z ajmagu Chovd z ojratské (torgutské) kočovné rodiny. Od dětství se věnoval tradičnímu mongolskému zápasu böch. V mongolské volnostylařské, sambistické a judistické reprezentaci se pohyboval od druhé poloviny šedesátých let dvacátého století. Připravoval se v Ulánbátaru jako student Mongolské národní univerzity (MUIS). Patřil k průkopníkům juda v Mongolsku.
V roce 1972 startoval na olympijských hrách v Mnichově v pololehké váze do 63 kg. Pro Mongoly to byla první účast na větší judistické soutěži. Před olympijským turnajem shazoval do této váhy 15 kg. Aby tuto porci kilogramů fyzicky a psychicky zvládnul, dostal od kolegy zápasníka Ojdova lék v Rusku známý jako gracedin (diazepam). V úvodním kole porazil Američana Kennethu Okadu nasazenou pákou submisí, ale zároveň začal cítit bolest v rameni. Ve čtvrtfinále se utkal s Japoncem Takao Kawagučim. V polovině zápasu Kawagučiho strhnul technikou ko-uči-gake k zemi a nasadil páku. Japonec se však z páčení dostal, ale po dalším boji na zemi (ne-waza) ho pro změnu chytil do osaekomi (držení). Kawaguči se z držení zachránil vysoukáním se mimo hrací plochu tatami za cenu dvou zlomených žeber. Po ošetření se zbytek hrací doby Kawaguči pouze bránil a zápas skončil nerozhodně. Na řadu přišlo hantei (praporky) a verdikt sudích pro jeho soupeře. Z oprav se probojoval do finálového kola. V semifinále finálového kola proti Francouzi Jean-Jacques Mounierovi ho po nerozhodném stavu rozhodčí poslali praporky do finále opět proti Japonci Kawagučim. Finálový souboj měl odlišný průběh než čtvrtfinálový. Od úvodu na Kawagučiho nestačil, koncem úvodní minuty se nechal kombinací ko-uči-gari kučiki-taoši povalit na zem a do držení. Získal stříbrnou olympijskou medaili, o kterou záhy přišel kvůli dopingové kontrole.
V roce 1976 startoval po trestu za doping na olympijských hrách v Montrealu, kde vypadl po verdiktu sudích na praporky s Maďarem Józsefem Tuncsikem. Po ukončení sportovní kariéry v roce 1978 se věnoval trenérské práci. Vydal několik metodických příruček k tréninku juda.

### Doping
Dne 4. září 1972 získal stříbrnou olympijskou medaili a ještě před turnajem musel odevzdat vzorek moči, který odevzdávali všichni startující. Po turnaji se kontrolovaly vzorky vítězů medailí a dvou namátkou vybraných. Druhý den IJF vydalo zprávu, že jeho vzorek byl pozitivní. Mlžilo však o podrobnostech. Údajně mu byla odebrána medaile a výsledky mu byly sděleny. V měsíčníku Judo Times z října 1972 je uvedeno, že Mongolovi verdikt nikdo nesdělil údajně z důvodů nejasných výsledků analýzy a jazykové bariéry. Dle jeho slov mu medaile skutečně byla odebrána, ale po dvou dnech mu ji funkcionáři vrátili s tím, že je vše v pořádku. Odjel jako hrdina domů a až po čase po něm byla medaile požadována přes MOV. V roce 1973 se konalo mistrovství světa v judu ve Švýcarsku. Zde bylo Mongolům dáno ultimátum, že pokud medaili nevrátí, tak jejich judisté se nesmí mezinárodních turnajů účastnit. Bujadá totiž stříbrnou medaili nevracel. Za neochotu medaili vrátit dostal tříletý zákaz startu.
O jaký doping se v jeho případě jednalo IJF/MOV upřesnila až po pár týdnech po olympijských hrách. Jednalo se o zvýšené množství kofeinu, ale nebylo uvedeno množství. Dopingové kontroly byly v těch časech na počátku a je třeba si uvědomit, že MOV měla ty dny zcela jiné starosti kvůli teroristickému útoku na izraelské sportovce. Bujadá stříbrnou medaili vrátil a podrobnosti o kontrole jeho vzorku vzal čas. V roce 2006 žádal o přezkoumání, zveřejnění podrobností své dopingové zprávy a vrácení medaile. Té se již nedožil. Zemřel v roce 2016.

## Výsledky

### Judo
| Turnaj            | 1972           | 1973           | 1974           | 1975           | 1976           |
| Turnaj            | 27             | 28             | 29             | 30             | 31             |
| Turnaj            | pololehká váha | pololehká váha | pololehká váha | pololehká váha | pololehká váha |
| ----------------- | -------------- | -------------- | -------------- | -------------- | -------------- |
| Olympijské hry    | DQ             |                |                |                | úč.            |
| Mistrovství světa |                | —              |                | —              |                |